# Pantelamprus
Pantelamprus is een geslacht van vlinders van de familie sikkelmotten (Oecophoridae), uit de onderfamilie Xyloryctinae.

## Soorten
- P. fimbripedana Walker, 1863
- P. staudingeri Christoph, 1882